# Berghaven (Schipperskerk)
De berghaven van Schipperskerk is een haven aan het westelijke zijde van het Julianakanaal in de gemeente Sittard-Geleen. De haven ligt op KM 28,46 gerekend vanaf de Stop van Ternaaien. De berghaven met een lengte van 600 m, breedte van 80/290 m (invaartbreedte 150 m) en diepte van KP -4,00 m was bestemd als ligplaats voor wachtende vaartuigen. De schepen wachtten op vracht.
Vanwege de vaak wat langere ligtijd werd aan de Berghaven een interconfessionele lagere school voor schipperskinderen gebouwd: de Oranje Nassauschool, de eerste interconfessionele school in Nederland. Ook werd er een rooms-katholiek kerkgebouw ten behoeve van de schippers opgericht: de Sint-Petrus-en-Pauluskerk, waarnaar het plaatsje Schipperskerk werd vernoemd.
Op 19 september 1944 werd Grevenbicht bevrijd, maar de frontlinie bleef bij het enkele kilometers noordelijk gelegen Illikhoven steken. Daarmee dreigde het gevaar dat de terugtrekkende bezetter de schepen in de haven tot zinken zou brengen. Twee schepen waren al in de havenmond op de bodem gezet. Maar doordat niet nader genoemde verzetshelden de sluis bij Roosteren 'onklaar' maakten, de sluisdeuren saboteerden, liep de haven en het kanaal vanaf de sluis bij Born in noordelijke richting leeg.  De schepen kwamen daarmee droog te liggen, waardoor ze niet meer tot zinken konden worden gebracht.
Daarmee  ontsnapten de schepen die er lagen aan de Duitse 'Sprengkommando's', die op 30 september 1944 zo'n 240 schepen in de haven van Maasbracht, rond Maastricht en elders op het Julianakanaal opbliezen. Uit dankbaarheid wordt om de paar jaar een waterprocessie gehouden.